# Martijn Kaars
Martijn Kaars (Monnickendam, 5 de marzo de 1999) es un futbolista neerlandés que juega como delantero en el 1. F. C. Magdeburgo de la 2. Bundesliga.

## Trayectoria
Tras jugar en el equipo local VV Monnickendam, se trasladó al FC Volendam a los once años. Jugó durante cuatro años en las categorías inferiores del club, antes de que la famosa academia del Ajax de Ámsterdam le echara el ojo. Fue progresando en los equipos juveniles y llegó al Jong Ajax, pero no llegó a debutar en ese equipo.
En junio de 2018 regresó al FC Volendam al expirar su contrato con el Jong Ajax. Debutó en la Eerste Divisie con el Volendam el 17 de agosto de 2018 en un partido contra el FC Den Bosch, como sustituto de Nick Doodeman en el minuto 80. Marcó su primer gol el 25 de septiembre de 2018 en una derrota por 1-2 en la Copa de los Países Bajos contra el Willem II Tilburgo. Su primer gol en la liga se produjo tres días después, al conseguir el empate a 2 en un partido fuera de casa contra el Helmond Sport tras una asistencia de Teije ten Den.

## Estadísticas

### Clubes
Actualizado al último partido disputado el 1 de marzo de 2024.
| Club                          | Div.          | Temporada     | Liga  | Liga  | Liga   | Copas nacionales | Copas nacionales | Copas nacionales | Copas internacionales | Copas internacionales | Copas internacionales | Total | Total | Total  |
| Club                          | Div.          | Temporada     | Part. | Goles | Asist. | Part.            | Goles            | Asist.           | Part.                 | Goles                 | Asist.                | Part. | Goles | Asist. |
| ----------------------------- | ------------- | ------------- | ----- | ----- | ------ | ---------------- | ---------------- | ---------------- | --------------------- | --------------------- | --------------------- | ----- | ----- | ------ |
| F. C. Volendam · Países Bajos | 2.ª           | 2018-19       | 15    | 1     | 0      | 1                | 1                | 0                | —                     | —                     | —                     | 16    | 2     | 0      |
| F. C. Volendam · Países Bajos | 2.ª           | 2019-20       | 27    | 11    | 2      | 1                | 0                | 0                | —                     | —                     | —                     | 28    | 11    | 2      |
| F. C. Volendam · Países Bajos | 2.ª           | 2020-21       | 33    | 11    | 2      | 1                | 0                | 0                | —                     | —                     | —                     | 34    | 11    | 2      |
| F. C. Volendam · Países Bajos | 2.ª           | 2021-22       | 29    | 4     | 2      | 1                | 0                | 0                | —                     | —                     | —                     | 30    | 4     | 2      |
| F. C. Volendam · Países Bajos | Total club    | Total club    | 104   | 27    | 6      | 4                | 1                | 0                | 0                     | 0                     | 0                     | 108   | 28    | 6      |
| Helmond Sport · Países Bajos  | 2.ª           | 2022-23       | 37    | 14    | 4      | 1                | 0                | 1                | —                     | —                     | —                     | 38    | 14    | 5      |
| Helmond Sport · Países Bajos  | 2.ª           | 2023-24       | 28    | 19    | 1      | 1                | 0                | 0                | —                     | —                     | —                     | 29    | 19    | 1      |
| Helmond Sport · Países Bajos  | Total club    | Total club    | 65    | 33    | 5      | 2                | 0                | 1                | 0                     | 0                     | 0                     | 67    | 33    | 6      |
| Total carrera                 | Total carrera | Total carrera | 169   | 60    | 11     | 6                | 1                | 1                | 0                     | 0                     | 0                     | 175   | 61    | 12     |

## Palmarés
Jong Volendam
- Derde Divisie: 2018–19[11]